# Równe (gromada)
Równe – dawna gromada, czyli najmniejsza jednostka podziału terytorialnego Polskiej Rzeczypospolitej Ludowej w latach 1954–1972.
Gromady, z gromadzkimi radami narodowymi (GRN) jako organami władzy najniższego stopnia na wsi, funkcjonowały od reformy reorganizującej administrację wiejską przeprowadzonej jesienią 1954 do momentu ich zniesienia z dniem 1 stycznia 1973, tym samym wypierając organizację gminną w latach 1954–1972.
Gromadę Równe z siedzibą GRN w Równem utworzono – jako jedną z 8759 gromad na obszarze Polski – w powiecie krośnieńskim w woj. rzeszowskim na mocy uchwały nr 24/54 WRN w Rzeszowie z dnia 5 października 1954. W skład jednostki wszedł obszar dotychczasowej gromady Równe ze zniesionej gminy Nadole w tymże powiecie. Dla gromady ustalono 15 członków gromadzkiej rady narodowej.
31 grudnia 1961 do gromady Równe włączono wieś Wietrzno ze zniesionej gromady Łęki Dukielskie w tymże powiecie.
Gromada przetrwała do końca 1972 roku, czyli do kolejnej reformy gminnej.